# Touça
Touça is een plaats (freguesia) in de Portugese gemeente Vila Nova de Foz Côa en telt 253 inwoners (2001).